# Lugnez
Lugnez est une ancienne commune et une localité de la commune de Damphreux-Lugnez, située dans le district jurassien de Porrentruy, en Suisse.

## Histoire
Lugnez est mentionné pour la première fois entre l'an 501 et l'an 600 en tant que Lugduniaco. En 1225, il est mentionné en tant que Lunigie.
Depuis le 1er janvier 2023, la commune, ainsi que celle de Damphreux, ont fusionnées pour former la commune de Damphreux-Lugnez.

## Géographie
Lugnez a une superficie de 5,1 km2. Parmi cette superficie, 3,03 km2 (59,4 %) sont utilisés pour l'agriculture, tandis que 1,76 km2 (34,5 %) appartient à la forêt. Pour le reste du village, 0,31 km2 (6,1 %) est habité. 0,01 km2 (0,2 %) est traversé par des rivières ou des étangs.
Dans la partie habitée, les logements et les bâtiments constituent 2,4 % et les infrastructures de transport, 2,9 %. Sur les terres agricoles, 43,1 % sont utilisés pour la culture et 15,9 % sont des pâturages. 
La municipalité est située dans le district de Porrentruy, dans la partie orientale de l'Ajoie.